# Nedystoma novaeguineae
Nedystoma novaeguineae är en fiskart som först beskrevs av Weber, 1913.  Nedystoma novaeguineae ingår i släktet Nedystoma och familjen Ariidae. Inga underarter finns listade i Catalogue of Life.
Artepitetet i det vetenskapliga namnet syftar på utbredningen i Nya Guinea.